# Gian Paolo Gobbo
Gian Paolo Gobbo (Treviso, 1º aprile 1949) è un politico italiano, sindaco di Treviso per due mandati dal 10 giugno 2003 al 11 giugno 2013, storico esponente della Liga Veneta-Lega Nord di cui è stato presidente dal 1994 al 1998 e segretario dal 1998 al 2012.

## Biografia
Nato il 1º aprile 1949 a Treviso, ma residente a Villorba nella provincia di Treviso, diplomatosi in maturità scientifica al collegio Vescovile Pio X e conseguiti gli studi giuridici presso l'Università degli Studi di Padova, nel 1973 svolge il servizio militare presso il 4º Corpo d'armata alpino a Bolzano.
Alle elezioni regionali in Veneto del 1990 viene candidato dalla Lega Nord-Liga Veneta, venendo eletto nella circoscrizione di Treviso in consiglio regionale del Veneto, dove dal 1994 al 1995 è stato vicepresidente della giunta regionale del Veneto sotto il popolare Aldo Bottin. Viene poi riconfermato alle regionali venete del 1995, dov'è stato capogruppo della Liga Veneta nel consiglio regionale del Veneto subentrando a Franco Rocchetta dal 1995 al 2000.
È stato dal 1994 al 1998 presidente (subentrando a Franco Rocchetta) e dal 11 ottobre 1998 al 3 giugno 2012 segretario nazionale della Liga Veneta - Lega Nord.

### Europarlamentare
Alle elezioni europee del 1999 si candida, tra le liste della Lega Nord, nella circoscrizione Italia nord-orientale, ed è stato eletto europarlamentare subentrando ad Umberto Bossi, che opta per la circoscrizione Italia nord-occidentale. Dapprima iscritto al gruppo di deputati indipendenti, poi alla sezione dei Non iscritti, è stato membro della Commissione per l'industria, il commercio estero, la ricerca e l'energia e della Delegazione alla commissione parlamentare mista UE-Romania.
Ricandidato alle elezioni europee del 2004, è arrivato nuovamente secondo, dopo Bossi, nella circoscrizione nord-est, ma non è entrato al Parlamento europeo perché il leader della Lega ha accettato l'incarico proprio in quella circoscrizione. A seguito di una differente ripartizione, Gobbo diventa europarlamentare a novembre 2006 subentrando a Matteo Salvini e vi rimane fino a giugno 2008.

### Sindaco di Treviso

#### Primo mandato
In occasione delle elezioni amministrative del 2003 viene candidato a sindaco di Treviso, come estensione del sindaco uscente Giancarlo Gentilini, che non può ricandidarsi per un terzo mandato consecutivo, venendo appoggiato dalla Lega Nord e la lista civica "Forza Marca". Al primo turno del 25-26 maggio ottiene il 44,88% dei voti, accedendo al ballottaggio con il candidato del centro-sinistra Maria Luisa Campagner, ferma al 37,9% dei voti. Al ballottaggio del 8-9 giugno Gobbo viene eletto sindaco con il 56,1% dei voti, contro il 43,9% di Campagner. Vinte le elezioni, nomina il sindaco uscente Gentilini come vicesindaco, che svolge indirettamente le funzioni di sindaco.

#### Secondo mandato
Alle elezioni amministrative del 13-14 aprile 2008 Gobbo viene rieletto primo cittadino di Treviso al primo turno con il 50,41% dei voti, mentre il suo principale sfidante del centro-sinistra Franco Rosi si ferma solamente al 27,38%, sostenuto dalla coalizione di centro-destra formata da Lega Nord, Il Popolo della Libertà e la lista elettorale del vicesindaco uscente Gentilini "Gentilini per Treviso" (la più votata).
Il 4 dicembre 2011 è stato nominato presidente della Commissione Identità-Scuola del Parlamento del Nord.

## Controversie
A fine novembre 2011, rispondendo alla domanda di Klaus Davi alla sua trasmissione, dichiara che "La Lega non avrà mai un segretario gay. Andrebbe contro la storica virilità del partito".

## Vicende giudiziarie
Il 23 gennaio 2010 è stato rinviato a giudizio con l'accusa di banda armata insieme ad altri esponenti della Lega Nord.